# Astacilla nodosa
Astacilla nodosa är en kräftdjursart som först beskrevs av James Dwight Dana 1849.  Astacilla nodosa ingår i släktet Astacilla och familjen Arcturidae. Inga underarter finns listade i Catalogue of Life.